# Reprezentacja Belgii w koszykówce kobiet
Reprezentacja Belgii w koszykówce kobiet - drużyna, która reprezentuje Belgię w koszykówce kobiet. Za jej funkcjonowanie odpowiedzialny jest Belgijski Związek Koszykówki.  W ostatnich latach drużyna odnotowała znaczące sukcesy. Belgijki zdobyły złoty medal mistrzostw Europy w 2023 i 2025 roku.

## Udział w imprezach międzynarodowych

### Igrzyska Olimpijskie
- 2020 - 7. miejsce
- 2024 - 4. miejsce

### Mistrzostwa Świata
- 2018  - 4. miejsce
- 2022 - 5. miejsce

### Mistrzostwa Europy
- 1950 -8. miejsce
- 1960 - 10. miejsce
- 1962 - 10. miejsce
- 1968 -7. miejsce
- 1970 -12. miejsce
- 1976 -12. miejsce
- 1980 -13. miejsce
- 1985 -12. miejsce
- 2003 -6. miejsce
- 2007 -7. miejsce
- 2017
- 2019 -5. miejsce
- 2021
- 2023
- 2025